# Khempheng Pholsena
Khempheng Pholsena   (Pakse, 6 de juny de 1948) va ser una política laosià i cap de l'Autoritat de Recursos Hídrics i Medi Ambient.

## Joventut
Khempheng Pholsena va néixer el 6 de juny de 1948 a Pakse, província de Champasak (Laos). Per a fer estudis superiors es va traslladar a Vietnam i més tard va assistir a l'Institut d'Energia de Moscou, a l'antiga Unió Soviètica.

## Carrera professional
Pholsena va començar la seva carrera professional amb una feina al Ministeri de Comerç i Indústria de Laos. Durant un breu període, va treballar com a secretària a l'ambaixada de Laos a Moscou abans de ser nomenada la primera dona viceministra encarregada de la cooperació econòmica internacional. Posteriorment, va exercir com a vicepresidenta del Comitè de Planificació i Cooperació i el 1996 va ser traslladada a l'oficina del primer ministre.
Pholsena va ser escollida la primera dona vicepresidenta del Banc Asiàtic de Desenvolupament el 2004. També v ser la presidenta del Comitè Nacional del Mekong de Laos, a més de ser la ministra responsable dels recursos hídrics. El 2014 va ser nomenada ministra d'Indústria i Comerç i vicepresidenta de l'Organització Nacional de Dones.